# Лаффер, Артур
Артур Лаффер (англ. Arthur Betz Laffer; 14 августа 1940) — американский экономист, представитель экономики, ориентированной на предложение. Стал известен во время правления Рейгана. Знаменит благодаря открытию эффекта — закономерности влияния налоговых ставок на налоговые поступления, получившее его имя. Эффект Лаффера и его графическое выражение в виде кривой Лаффера показывает, что в определённых условиях уменьшение налоговых ставок может вызвать увеличение налоговых поступлений. Учился в Йельском университете; доктор философии Стэнфордского университета. Профессор университета Южной Каролины и Чикагского университета.

## Биография
15 сентября 2015 года назначен советником министра финансов Украины Натальи Яресько. В должности советника министра финансов Лаффер будет предоставлять консультации по вопросам осуществления на Украине налоговой реформы.
Ранее Лаффер был экономическим советником президента США Рональда Рейгана и премьер-министра Великобритании Маргарет Тэтчер, а также одним из «чикагских мальчиков», которые проводили неолиберальные реформы в Чили по приглашению диктатора Августо Пиночета. Получил известность во время подъёма так называемых «Новых Правых» в Великобритании, США и Чили в поздние 70-е, в частности благодаря принятию идей Кривой Лаффера (так называемой рейганомикой или же вуду-экономикой) на «вооружение» вышеупомянутыми странами.

## Основные положения теории
Существо взаимосвязи ставок и поступлений налогов может быть выражено в виде двух основных положений:
- снижение налоговых ставок обладает стимулирующим воздействием на производство;
- хотя уменьшение налоговых ставок приведет к сокращению объёма бюджетных доходов, это сокращение носит временный характер.

Кривая Лаффера демонстрирует стимулирующий эффект снижения налогов. Уменьшение налогового бремени ведет к увеличению сбережений, к росту инвестиций и занятости. В итоге произойдет рост производства и доходов, вследствие чего увеличится объём налоговых поступлений в бюджет. Вследствие этого обнаруживается обратный эффект в виде усиления классового расслоения населения и ликвидации социальных гарантий, как в случае с последствиями рейганомики, так и неолиберальных реформ в Чили, где уровень бедности вырос с 22 % до порядка 48 % населения.

## Основные произведения
- «Феномен всемирной инфляции» (The Phenomenon of Worldwide Inflation, 1975) — совместно с Д. Мейсельманом;
- «Экономическая теория уклонения от налогов» (The Economics of the Tax Revolt, 1979) — совместно с Дж. Сеймуром.